# قایق نجات کلاس شنون
لایف‌بوت کلاس شنون (به انگلیسی: Shannon-class lifeboat) یک کلاس از کشتی است که طول آن ۱۳٫۶ متر (۴۴ فوت ۷ اینچ) می‌باشد.